# Puigcornador (Oristà)
|  | Aquest article tracta sobre Puigcornador d'Oristà. Vegeu-ne altres significats a «Puigcornador (Sant Boi de Lluçanès)». |

El Puigcornador és una muntanya de 636 metres que es troba al municipi d'Oristà, a la comarca del Lluçanès.
Al cim s'hi pot trobar un vèrtex geodèsic (referència 287100001).